# Nina Arciševskaja
Nina Vjačeslavovna Arciševskaja (in russo Нина Вячеславовна Арцишевская?; Mosca, 22 febbraio 1933 – Mosca, 5 ottobre 2019) è stata una cestista sovietica.

## Carriera
Con l'Unione Sovietica ha disputato i Campionati del mondo del 1959 e tre edizioni dei Campionati europei (1954, 1956, 1958).